# イェール学派
イェール学派（イェールがくは）は、アメリカのイェール大学のド・マン等がデリダの脱構築を文学理論として受容したグループ。

## 代表的なイェール学派の思想家
- ポール・ド・マン
- ハロルド・ブルーム
- ジェフリー・ハートマン
- ジョセフ・ヒリス・ミラー
- バーバラ・ジョンソン
- 柄谷行人